# 도베 게이코
토베 케이코(戸部 けいこ, 1957년 7월 30일 ~ 2010년 1월 28일)는 일본의 만화가이다. 효고현 출생. 대표 작은 《사랑하는 나의 아들아》이다.

## 인물
1957년 7월 30일, 효고현에서 태어났다. 간세이가쿠인 대학 경제 학부 졸업.
만 29세 맞이하는 1986년, 아키타 서점의 만화 잡지 《프린세스》에 게재한 《아키의 골》로 만화가로 데뷔했다. 가족 구성은 토베 본인과 남편, 장남, 차남 4인 가족. 영향받은 인물 것으로 만화가 마키무라 사토루 소설가 야마사키 도요코, 그리고 자신의 경험적인 육아를 들고있다.
《포어 미세스》(아키타 서점)에서 연재했던 《사랑하는 나의 아들아》는 많은 자폐증 아이를 안고있는 부모, 시설 관계 사람에게 취재를 거듭 그려졌다. 2004년, 같은 작품으로 일본 문화청 미디어 예술제 만화 부문 우수상 수상. 그해 4월 닛폰 TV로 드라마 화도되었다. 2009년 3월호에서 이 작품을 휴재하고 투병 생활을 보내고 있었다.
2010년 1월 28일, 도쿄도 지요다구의 병원에서 향년 54세의 나이로 사망했다. 《사랑하는 나의 아들아》작품은 미완의 유작이됐다.

## 작품 리스트
- 아키의 골 (亜季のゴール) (프린세스 게재, 아키타 서점, 1986년)
- 꿈 전사 섀도 (夢戦士シャドウ) (프린세스 코믹스, 아키타 서점, 1987년)
- 미스터리 극장 (ミステリー劇場) (프린세스 코믹스, 전 7권, 아키타 서점, 1989년 - 1992년)
- 괴담 (びいどろ怪談) (프린세스 코믹스, 전 4권, 아키타 서점, 1993년 - 1995년)
- 아난의 지구 (アナンの地球) (프린세스 코믹스, 전 3권, 아키타 서점, 1996년 - 1997년)
- 막부 말기 마법진 (幕末魔法陣) (프린세스 코믹스, 전 5권, 아키타 서점, 1998년 - 2000년)
- 사랑하는 나의 아들아 (光とともに…) (전 14권, 미완성, 아키타 서점, 2001년 - 2009년)